# メジャーリーグ2
『メジャーリーグ2』（Major League II）は、1994年のアメリカ映画。前作である『メジャーリーグ』同様、メジャーリーグベースボール（MLB）を舞台にした野球コメディ映画。製作がパラマウントからワーナーに変更され、日本での配給も日本ヘラルド映画から東宝東和に変更された。
また日本人キャストとして とんねるずの石橋貴明が主要キャストとして抜擢され話題を呼び、続編の『メジャーリーグ3』にも出演している。

## ストーリー
クリーブランド・インディアンスが前年優勝したシーズンから、余韻が冷めぬまま翌シーズンのキャンプに突入。しかし、あまりに変わり果てたチームにファンからは悲鳴が上がるも、そのまま開幕を迎えた。案の定チームは昨シーズン終盤の盛り上がりと打って変わって低空飛行を続ける。その時、日本からの助っ人選手のタカ・タナカと新人捕手のルーブのひたむきさがボロボロのチームを引っ張り、選手たちの士気は上々。奇跡の快進撃を突き進んでいく。
また、前作ではジェイクの恋にスポットが当てられていたが、今作ではリッキーのラブストーリーが展開されている。

## スタッフ
- 監督：デヴィッド・S・ウォード
- 脚本：R・J・スチュワート
- 製作：ジェームズ・G・ロビンソン、デヴィッド・S・ウォード
- 製作総指揮：ゲイリー・バーバー
- 撮影：ビクター・ハマー
- 美術：スティーブン・ヘンドリクソン
- 編集：ドン・カンバーン（英語版）、ポール・セイダー
- 音楽：ミシェル・コロンビエ
- 日本語吹き替え版演出：松川陸
- 日本語吹き替え版翻訳：鈴木導
- 日本語吹き替え版調整：高橋久義
- 日本語吹き替え版制作：グロービジョン

## 登場人物
前作に登場した人物の基本データはこちらも参照。
リッキー・ボーン
演 - チャーリー・シーン、日本語吹替 - 江原正士
自動車泥棒から成りあがったスター投手。不良スタイルから一転してスーツを着るようになり、髪型もモヒカンから普通になった。さらに美人なマネージャーも従えるようになった。前作では奪三振のシーズン記録を更新したピッチングスタイルも、剛速球から変化球を主体にしたものになった。しかし、変化球の「Humiliator（恥かかせ屋）」、「Iliminator（駆除剤）」、直球の「Terminator（ターミネーター）」はことごとく打たれ、パークマンからは「Musterbator（マスターベーター）」、ドイルからは「See you later（シーユーレーター）」と呼ばれ、挙げ句に「ワイルドシングがマイルドシング」呼ばわりされるなど、威勢の良さが鳴りを潜め、弱腰になってしまう。さらに人間関係にも悩まされる。右投。
ジェイク・テイラー
演 - トム・ベレンジャー、日本語吹替 - 小川真司
前作の主人公。41歳のベテラン捕手としてチームを引っ張るも、体力の衰えは隠せず、チームの「捕手2人制」の方針からパークマンに正捕手の座を譲り、コーチとなる。後に、倒れたルーの監督代行を務めることとなる。右投右打。
ロジャー・ドーン
演 - コービン・バーンセン、日本語吹替 - 秋元羊介
現役引退し、レイチェルからオーナーの座を買い取るが、チームの不振と自らの経営力のなさからレイチェルに経営権を奪われる羽目に。自身は現役復帰するも、ベンチウォーマーに徹している。出場を直訴するものの、ジェイクからは「OB戦になら出させてやるよ」とまで言われる始末。しかしプレーオフ最終戦では意外な形で活躍を見せる。右投右打。
レイチェル・フェルプス
演 - マーガレット・ホイットン、日本語吹替 - 吉田理保子
一時はドーンに経営権を売るも、チームの低迷から買い戻すことに成功。相変わらずチームが負けることを喜んでいる。
ルー・ブラウン
演 - ジェームズ・ギャモン、日本語吹替 - 内海賢二
監督を続投するも、連敗地獄から心臓発作を起こし戦線離脱。監督としての役割をジェイクに委ねる。入院中、病状悪化を防ぐために医師からテレビリモコンを取り上げられるが、そんなことはお構いなしにラジオで試合を見守り、インディアンスが優勝した際はベッドで飛び跳ねて喜んでいた。
デューク・テンプル
演 - スティーブ・イェーガー
打撃コーチとして続投。ルーが入院したあとは監督代行のジェイクを支える役割を果たす。
ペドロ・セラノ
演 - デニス・ヘイスバート、日本語吹替 - 玄田哲章
熱心なブードゥー教信者だったが、何故か仏教徒に改宗。ラブ＆ピースに目覚め、闘争心を喪失するが、タカとの出会いにより改心する。前年にホームランと打点でリーグのトップ5に食い込んだ長打力と勝負強さ（と変化球への脆さ）は今年も健在。右投右打。
リン・ウェルズ
演 - レネ・ルッソ、日本語吹替 - 叶木翔子
前作に引き続き出演。ジェイクの恋人。落ち込んでいるジェイクを親身になって応えている。
ウィリー・メイズ・ヘイズ
演 - オマー・エップス、日本語吹替 - 堀内賢雄
前年に盗塁王に輝いたことでシーズンオフにアクション映画の主演に抜擢され、キャンプにはリムジンで登場するなど生活が一変。また、オフの間に体を鍛えて長距離砲に転身したが、そのために自慢の俊足を封印してしまう。前作のウェズリー・スナイプスからキャストが変更されている。
タカ・タナカ
演 - 石橋貴明、日本語吹替 - 石橋貴明
原語での役名は「Isuro Tanaka」。パークマンの代わりに東京ジャイアンツ（読売ジャイアンツがモデル）から入団した助っ人日本人選手。ポジションは外野手。背番号16。
映画当時はまだ日本人選手がメジャー入りすることが一般的ではなかったため、「ジャイアンツの選手を取った」と聞いたルーがサンフランシスコ・ジャイアンツと勘違いしていた。
しかし予想に反して本人の資質は高く、頭でバットをへし折るほどの馬力と、カミカゼプレーといわれる外野フェンスも恐れぬ強気な守備でチームを盛り立て、チームにかつての闘争心を蘇らせるきっかけを作る。右投右打。
英語は不得意（なぜか通訳がいない）で、英和辞典を常に携帯している。絶不調のセラノを発奮させるため啖呵を切る場面でも金玉を英語で何と言うのか分からず、「You have no marbles!」（お前にはビー玉が付いてるのか！）と叫んだ。だらしの無いチームに「みんな、気合い入れてこうぜ！」と鼓舞するものの、日本語だったため誰も反応しなかったり、情けなくなったリッキーに「根性の無い野郎だ」と呟いたり、日本語のわからないレイチェルに、丁寧にお辞儀をしながら日本語で激しく罵倒した場面もある。この暴言シーンは石橋のアドリブである。演ずる石橋は帝京高校時代に野球部に所属しており、西武ライオンズの入団テストを受験したことがある。
ニッキー・リーズ
演 - ミシェル・バーク、日本語吹替 - 榊原良子
リッキーの不良時代からの幼馴染であり、現在は学校の教師。彼女との再会がきっかけでリッキーの想いが揺れ動く。
レベッカ・フラネリー
演 - アリソン・ドゥーディ、日本語吹替 - 金野恵子
リッキーのエージェントをしており、現在の恋人でもあるが、打算的な面も持ち合わせている。
ルーブ・ベイカー
演 - エリック・ブラスコッター、日本語吹替 - 成田剣
ジェイクの後釜に抜擢された新人捕手。右投右打で背番号は11。各塁への送球は問題ないのだが、なぜか投手への返球が暴投になるという致命的な欠点を持つ。後に、ジェイクの助言によりこれを克服する。ネブラスカ州の田舎育ちで性格は純朴、慣用句やことわざを間違えて覚えていたり、たまに空気の読めていない発言をするが野球に対しては「俺には野球しかない」と非常に一途。パークマン移籍後に正捕手の座につく。打撃面の描写は少ないが、がっちりした体つきでホワイトソックスとのプレーオフでは活躍するシーンがあり、パンチ力を持っていることがうかがえる。
ジャック・パークマン
演 - デヴィッド・キース、日本語吹替 - 中田和宏
シーズンオフにドーンがFAで獲得した大物選手。ポジションは捕手。ジョニーたちが「ホームラン42本上乗せだ」と喜ぶように長距離打者としての実力も一流だが口が悪く、協調性も皆無。またホームでのタックルやブロックで相手選手を負傷させることが度々あり、トラッシュ・トークや暴言を浴びせるクレバーな性格。挙句の果てにはマスコミのインタビューでチームへの悪口を吐き、資金難もあってシカゴ・ホワイトソックスにトレードで移籍してしまう。プレーオフで対決することになる、本作でのライバル的存在。右投右打。背番号はインディアンス、ホワイトソックスを通じて15。
ハリー・ドイル
演 - ボブ・ユッカー、日本語吹替 - 羽佐間道夫
インディアンス贔屓の実況アナウンサー。今回も愛のある毒舌を発揮するが、チームのあまりの豹変ぶりにヤケ酒で実況を放棄する場面も。
モンティ
演 - スキップ・グリッパース、日本語吹替 - 筒井巧
前作に引き続きハリーのアシスタント。ハリーが実況放棄した時に一瞬だけ実況する場面があるが、決して褒められるものではなかった。
ジョニー
演 - ランディ・クエイド、日本語吹替 - 茶風林
かなり目立つインディアンスファンの観客。最初はインディアンスを応援していたが、チームのだらけっぷりに呆れて暴言を吐くアンチ・インディアンスのガヤになってしまう。

## 主な受賞
- 第17回スティンカーズ最悪映画賞（英語版）
  - 最低続編賞 受賞
  - 誰も望んでいなかった続編賞 ノミネート